# Nenndorf (Papenburg)
Nenndorf ist ein Dorf an der Ems und ein Ortsteil der Stadt Papenburg im niedersächsischen Landkreis Emsland.

## Geschichte
Am 1. Januar 1973 wurde Nenndorf in die Stadt Papenburg eingegliedert.